# Calytrix merrelliana
Calytrix merrelliana är en myrtenväxtart som först beskrevs av Ferdinand von Mueller och Tate, och fick sitt nu gällande namn av Lyndley Alan Craven. Calytrix merrelliana ingår i släktet Calytrix och familjen myrtenväxter. Inga underarter finns listade i Catalogue of Life.